# 니키타 마제핀
니키타 드미트리예비치 마제핀(러시아어: Ники́та Дми́триевич Мазе́пин, 1999년 3월 2일 ~ )은 러시아의 자동차 경주 선수이자 모터스포츠 임원이다. 2023-24 아시아 르망 시리즈에서 99 레이싱 소속으로 출전했으며 포뮬러 원 2021년 시즌에서 경쟁했다.
1999년 모스크바에서 태어났으며 아버지는 우랄켐의 소유주이자 벨라루스-러시아 올리가르히인 드미트리 마제핀이다. 2014년 카트 월드 챔피언십에서 랜도 노리스에 이은 2위를 달성했으며 포뮬러 르노 2.0, FIA 포뮬러 3 유러피언 챔피언십에 출전했다. 2018년 GP3 시리즈에 ART 소속으로 데뷔하여 팀메이트 앙투안 위베르에 이은 2위를 달성했다. 2019년 포뮬러 2로 넘어가 2020 시즌에서 하이테크 소속으로 5위를 달성했다.
2021년 하스 F1 소속으로 팀메이트 미크 슈마허와 함께 포뮬러 원에 데뷔하였으며, 러시아 자동차 협회 소속으로 바레인 그랑프리부터 출전하였다. 마제핀이 첫번째 경주에서 차량 파손으로 경기를 마친 이래 하스는 VF-21로 2021년 시즌 포인트 달성에 실패하였으며, 마제핀은 아제르바이잔에서 최고 순위 14위를 달성했다. 하스와의 다년계약에도 불구하고 마제핀과 스폰서인 우랄칼리는 러시아의 우크라이나 침공으로 인해 2022년 시즌부터 출전하지 않게 되었으며 법적 중재를 거치게 되었다.